# Frederick John Marrian Stratton

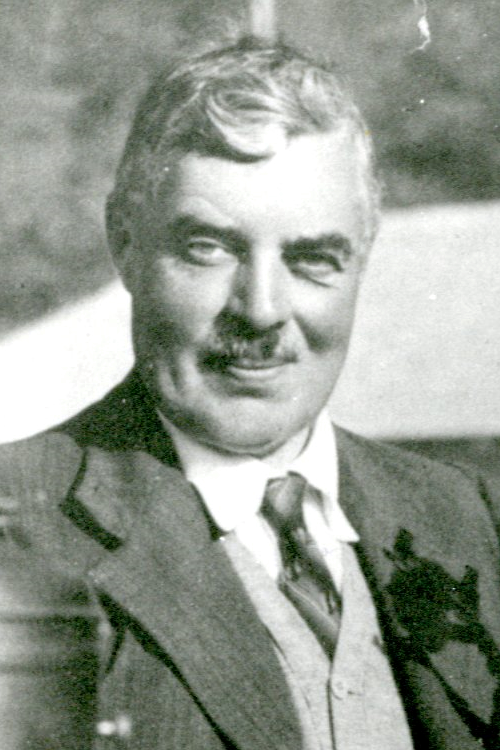
F. J. M. Stratton

Frederick John Marrian Stratton (* 16. Oktober 1881 in Edgbaston; † 2. September 1960 in Cambridge) war ein britischer Astrophysiker, der besonders über Spektren von Novae arbeitete.

## Leben
Frederick John Marrian Stratton kam am 16. Oktober 1881 als Sohn des Musikkritikers und Historikers Stephen Samuel Stratton und dessen Frau Mary Jane, geborene Marrrian, in Edgbaston, einem Vorort von Birmingham, zur Welt, er war das jüngste Kind von insgesamt sechs Söhnen und zwei Töchtern. Ab 1891 besuchte er die King Edward’s Grammar School und ab 1897 das Mason Science College, aus dem später die University of Birmingham hervorging. 1900 trat er mit einem Stipendium in das Gonville and Caius College der Universität Cambridge ein, wo er später zum Fellow gewählt wurde. 1903 erhielt er einen externen Londoner Bachelor-Abschluss in Griechisch, Latein und Mathematik. 1905 gewann er die Tyson-Medaille für besondere Studienleistungen im Fach Astronomie und 1906 den Smith-Preis für seine Leistungen in Mathematik und Physik.
Stratton arbeitete an der Universitätssternwarte über Eigenbewegungen der Plejaden.
Bereits 1909 wurde er zum Assistenten des Direktors der Universitätssternwarte berufen und erhielt 1913 auf Grund seiner Arbeit über das Spektrum der Nova Geminorum 1912 eine Assistentenstelle bei Hugh Frank Newall am solarphysikalischen Observatorium sowie eine Dozentenstelle für Astrophysik.
Strattons astronomische Karriere wurde durch den Ersten Weltkrieg unterbrochen. Bereits 1901 war er den freiwilligen Schützen der Caius-Kompanie beigetreten. Er war an der Errichtung der Kommunikationskompanie beteiligt, insbesondere bezüglich der neuen Funktechnik. Bei Kriegsausbruch meldete er sich zur British Army, nahm im Kommunikationswesen am Krieg in Frankreich teil und wurde 1917 zum Lieutenant Colonel (entspricht Oberstleutnant) des Royal Corps of Signals befördert. Auch nach dem Krieg hielt er Kontakt zum Militär, insbesondere zum Corps of Signals. Er wurde für seine Verdienste mit dem Distinguished Service Order und dem Ritterkreuz der Ehrenlegion ausgezeichnet.
Nach Kriegsende nahm Stratton seine astronomische Arbeit wieder auf und unterrichtete Astronomie als Tutor am Caius College, ab 1921 als Senior Tutor. Er beobachtete die Nova Aquilae 1918 und Nova Cygni 1920 und verfasste das Kapitel Novae im von Gustav Eberhard, Arnold Kohlschütter, Hans Ludendorff herausgegebenen Handbuch der Astrophysik. Als Newall in den Ruhestand ging, wechselte Stratton als dessen Nachfolger als Direktor zum solarphysikalischen Labor. Sein astronomisches Interesse galt weiterhin der spektroskopischen Untersuchung von Novae, er forschte über die Nova Persei 1901 und besonders über Nova Herculis 1934. Gerade über letztere trug er sehr viel Material zusammen, was schließlich zum 1939 mit W. H. Manning veröffentlichten Atlas of spectra of Nova Herculis 1934 führte. Mehrere Expeditionen zu Sonnenfinsternissen waren wegen schlechter Wetterbedingungen glücklos verlaufen, lediglich die Expedition zur Sonnenfinsternis vom 14. Januar 1926 nach Sumatra war erfolgreich.
Nach Ausbruch des Zweiten Weltkriegs meldete sich Stratton erneut als Freiwilliger zur British Army und spielte trotz seines fortgeschrittenen Alters wieder eine wichtige Rolle im Royal Corps of Signals. Er war während des Krieges mit besonderen Aufgaben (special duties) betraut und weltweit unterwegs. Bei Kriegsende führte er den Rang eines Brevet Lieutenant Colonel.
Stratton war in vielen Gesellschaften tätig und gut vernetzt. Von 1913 bis 1925 war er Mitherausgeber der Zeitschrift The Observatory. In der Royal Astronomical Society war er von 1923 bis 1927 Schatzmeister und von 1933 bis 1935 ihr Präsident. In der British Association for the Advancement of Science war er 1929 Sekretär ehrenhalber und von 1930 bis 1935 Generalsekretär. Er war von 1925 bis 1935 Generalsekretär der Internationalen Astronomischen Union und dort von 1932 bis 1935 Präsident der Kommission 13 (Sonnenfinsternisse), von 1948 bis zu seinem Lebensende Präsident der Kommission 38 (Austausch unter Astronomen) und er gab die Proceedings der IAU, drei Bände über die Generalversammlungen in Leiden 1928, in Cambridge (Massachusetts) 1932 und in Paris 1935, heraus. Ferner war er von 1937 bis 1952 Generalsekretär des Internationalen Wissenschaftsrats. Er war Mitglied der Royal Society und in vielen weiteren ausländischen wissenschaftlichen Gesellschaften.
Stratton war auch religiös engagiert. Als er nach Cambridge kam, beteiligte er sich an der Gründung der dortigen unitarischen Gemeinde und war ihr erster Sekretär, ab 1910 bis zu seinem Lebensende Vorsitzender der Gemeinde. Zudem war er auf nationaler Ebene in zahlreichen Gremien für die unitarische Kirche aktiv, darunter die General Assembly of Unitarian and Free Christian Churches, deren Präsident er von 1948 bis 1949 war.
Stratton interessierte sich ferner für parapsychologische Phänomene und  untersuchte Spukhäuser und Poltergeist-Phänomene, allerdings ohne Ergebnisse. Von 1953 bis 1955 war er sogar Präsident der Society for Psychical Research.
Stratton war unverheiratet. 1947 trat er in den Ruhestand, setzte aber viele seiner Tätigkeiten fort. Frederick John Marrian Stratton starb am 2. September 1960 im Alter von 78 Jahren.

## Bücher
Stratton ist Autor folgender Bücher
- F. J. M. Stratton: Astronomical Physics. E. P. Dutton and Company, New York 1924 (englisch, archive.org).
- F. J. M. Stratton: Modern eclipse problems: being the Halley lecture delivered on 20 May, 1927, with notes for the observation of the eclipse of 29 June, 1927. Clarendon Press, Oxford 1927 (englisch).
- F. J. M. Stratton: Novae. In: G. Eberhard, A. Kohlschütter, H. Ludendorff (Hrsg.): Handbuch der Astrophysik. Band 6. Julius Springer, Berlin 1928, S. 251–298 (englisch, Strattons Beitrag ist das Kapitel 3 über Novae).
- F. J. M. Stratton, W. H. Manning: Atlas of spectra of Nova Herculis 1934. Cambridge University Press, Cambridge 1939 (englisch).
- F. J. M. Stratton: The history of the Cambridge observatories. University Press, Cambridge 1949 (englisch).

## Ehrungen
- Im Jahre 1929 wurde Stratton anlässlich des Geburtstags von König George V. für seine militärischen Verdienste zum Officer of the Order of the British Empire ernannt.
- Von 1933 bis 1935 war er Präsident der Royal Astronomical Society.
- Am 20. März 1947 wurde er zum Fellow der Royal Society gewählt.[9]
- Stratton erhielt 1952 den Jules-Janssen-Preis der Société astronomique de France.[10]
- Am 19. Januar 1954 wurde Stratton zum Ehrenmitglied der Royal Astronomical Society of Canada gewählt.[11]
- Der 1942 entdeckte Asteroid (1560) Strattonia wurde 1955 von Eugène Delporte nach  Frederick J. M. Stratton benannt.[12][13]
- 1955 und 1956 gab Arthur Beer zwei Bände Vistas of Astronomy zu Ehren Strattons heraus.[13][14] Daraus ist die Zeitschrift Vistas of Astronomy hervorgegangen.[15]
- Im Jahre 1970 benannte die Internationale Astronomische Union den Mondkrater Stratton offiziell nach Frederick J. M. Stratton.[16]